# 宍粟市立山崎西中学校
宍粟市立山崎西中学校 （しそうしりつ やまさきにしちゅうがっこう） は、兵庫県宍粟市に所在する公立中学校。
愛称・略称は西中、山西（やまにし）など。
宍粟市の中心地域に当たる山崎町鹿沢に所在し、近隣に市立図書館、文化体育館等の健康・文化施設が林立している。

## 沿革
- 1984年（昭和59年）4月1日 山崎町立山崎中学校と山崎町立菅野中学校が統合、山崎町立山崎西中学校が設立
- 2005年（平成17年）4月1日 山崎町の合併に伴い宍粟市立山崎西中学校に改称
- 2015年（平成27年）4月1日 兵庫県佐用郡佐用町・宍粟市三土中学校事務組合立三土中学校の宍粟市側（旧土万校区）を統合。佐用町側（三河校区）は佐用町立上津中学校へ統合。

## 年間行事
- 春季大会
- 修学旅行
- 校外学習
- トライやるウィーク
- 夏季大会
- 西播大会
- 体育祭
- 秋季大会
- リサイクル活動
- 文化祭

## 部活動

### 運動部
- 野球部
- ソフトボール部
- バレーボール部
- 卓球部
- サッカー部
- 剣道部

### 文化部
- 吹奏楽部
- 美術部

## 所在地
- 兵庫県宍粟市山崎町鹿沢88-2
  - 中国自動車道 山崎ICから車で約5分。
  - 神姫バス 山崎待合所より西へ徒歩約5分。

### 校区
以下の小学校の通学区域。主に宍粟市山崎町中心部・西部。
- 宍粟市立山崎小学校
- 宍粟市立山崎西小学校

## 校区が隣接している学校
- 宍粟市立山崎南中学校
- 宍粟市立山崎東中学校
- 宍粟市立千種中学校
- 佐用町立上津中学校
- 佐用町立三日月中学校
- たつの市立新宮中学校